# Baseball na Letnich Igrzyskach Olimpijskich 1956
Podczas Letnich Igrzyskach Olimpijskich 1956 w Melbourne, został rozegrany pokazowy mecz baseballowy mężczyzn, w którym wzięła udział drużyna gospodarzy (Australia) oraz drużyna Stanów Zjednoczonych. Mecz zakończył się zwycięstwem reprezentacji Stanów Zjednoczonych, która zwyciężyła nad gospodarzami igrzysk 11–5. Warto dodać, że reprezentację Stanów Zjednoczonych stanowili żołnierze i obsługa Dowództwa Dalekowschodniego Armii Stanów Zjednoczonych (ang. Far East Command) – jednostki wojskowej ulokowanej w Japonii.

## Mecz
| Team              | 1 | 2 | 3 | 4 | 5 | 6 | Łącznie |
| ----------------- | - | - | - | - | - | - | ------- |
| Stany Zjednoczone | 2 | 0 | 4 | 0 | 2 | 3 | 11      |
| Australia         | 0 | 1 | 0 | 0 | 1 | 3 | 5       |

### Składy drużyn
| Lp. | Państwo           | Zawodnicy |
| --- | ----------------- | --- |
| 1   | Stany Zjednoczone | Walter Koziatek, Vane Sutton, Anthony Denicole, Joe Belack, Joseph Poglajen, Garethe Methvin, Rydolph Martinez, John Clement, Ken Cochran, Ken Lowe, Floyd Lasser, Alvin Pfeffr, John Riley, George Zucca, Tom Black, Jesse Finch, Bruce W. Holt, Ben Dolson, Richard Greisser, Leonard A. Weissinger |
| 2   | Australia         | Eddie Moule, Peter Box, Robert Teasdale, Max Lord, Barry Wappett, Colin Payne, Ken Smith, Max Puckett, Neil Turl, Norman Tyshing, Ken Morrison, Norman White, Peter McDade, John Langley, Neville Pratt, Ross Straw, Reg Darling                                                                      |